# Agrotis decernens
Agrotis decernens är en fjärilsart som beskrevs av Walker 1856. Agrotis decernens ingår i släktet Agrotis och familjen nattflyn. Inga underarter finns listade i Catalogue of Life.